# Île do Arvoredo
L'île do Arvoredo se situe dans l'océan Atlantique, sur le littoral sud du Brésil, à 11 km au nord de l'île de Santa Catarina. Elle fait partie de la municipalité de Florianópolis. L'archipel comprend, outre Arvoredo, les îles Deserta, Galés et Calhau de São Pedro.
Elles sont intégrées à la réserve biologique marine do Arvoredo (pt). Couverte à 80 % de forêt atlantique, l'île abrite également un phare, le phare do Arvoredo.
Son nom vient d'Alvares Soares de Oliveira, l'un des premiers militaires à s'occuper du phare. Elle a une superficie de 270 hectares. 